# Ternært talsystem
Et ternært talsystem (også kaldet base 3) har tre som sin base. Et ternært ciffer er analogt til en bit, og kaldes en trit (trinary digit). En trit er lig med log23 (omkring 1,58496) bits information.
Selvom ternært normalt henviser til et system hvori de tre cifre 0, 1 og 2 alle er ikke-negative tal, benyttes adjektivet også til at beskrive et balanceret ternært system, der anvendes i sammenligningslogik og ternære computere.